# Pietro Valdoni
Pietro Valdoni (Trieste, 22 febbraio 1900 – Roma, 23 novembre 1976) è stato un chirurgo italiano, pioniere della tecnica chirurgica e considerato il caposcuola della moderna chirurgia italiana.

## Biografia
Pietro Valdoni nasce a Trieste il 22 febbraio 1900, allora inserita nel Litorale austriaco dell'Impero asburgico, da Pietro, possidente, e da Francesca Knafelc. Completa gli studi liceali, tenuti nella città natale, nel 1918 e con la guerra ancora in corso si iscrive all'Università di Medicina di Vienna. Terminato lo scontro bellico, nel 1920 frequenta il terzo anno a Bologna per poi trasferirsi l'anno seguente a Roma, dove si laurea nel 1924 con una tesi in clinica ortopedica.

Nel 1925 vince un concorso per assistente presso la Clinica chirurgica di Roma diretta da Roberto Alessandri. In quel periodo gli assistenti devono essere riconfermati ogni anno dal direttore, che accoglie quindi il giovane triestino dicendogli: 
(Roberto Alessandri)
 Valdoni tuttavia si fa subito apprezzare coniugando alla sua cultura e alle sue capacità tecniche, il senso del dovere, la dedizione ai pazienti e il rispetto della loro sofferenza.
Nel 1938 Valdoni viene chiamato ad insegnare Clinica chirurgica presso l'Università degli Studi di Cagliari e l'anno seguente presso l'Università degli Studi di Modena e Reggio Emilia. Nel 1941 assume la direzione dell'Istituto di Patologia chirurgica di Firenze.
Nel 1945 rientra a Roma come professore di Patologia chirurgica e successivamente, dal 1959 al 1970, dirige la Clinica chirurgica. Nel 1970 Valdoni, settantenne, lascia l'insegnamento, la cattedra, la direzione della Clinica e delle scuole di specializzazione che aveva creato per continuare la sua attività nella professione privata.
È presidente della Società Italiana di Chirurgia dal 1964 al 1966 e dal 1971 al 1973 e presidente del Consiglio superiore di sanità tra il 1967 e il 1975.
Muore nel 1976 per un cancro ai polmoni che ha diagnosticato da solo e per il quale da solo definisce il piano di cura.

## L'esordio romano
Dopo aver conseguito la laurea, dal 1925 Valdoni instaura una proficua collaborazione con Antonio Lanzara (1914-1997) al quale, data la sua esperienza di tecniche istologiche, affida le ricerche sul problema della diffusione locale del cancro del retto. Valdoni all'epoca ha già eseguito numerosi interventi di amputazione addomino-perineale secondo Miles e, basandosi proprio sul lavoro svolto da Lanzara, affronta negli anni seguenti interventi di conservazione della funzione sfinterica e di parte dell'ampolla rettale, descrivendo tra l'altro quella soluzione tecnica originale che è la scheletrizzazione dell'arteria mesenterica inferiore.

Negli anni 1930 perfeziona la tecnica della resezione gastroduodenale con un personale metodo ricostruttivo, al quale non intende legare il suo nome, e quella della coledoco-duodenostomia. Esegue anche i primi tentativi di derivazione porto-cavale e gli interventi sul simpatico per le arteriopatie e l'ipertensione arteriosa. Nel 1935, chiamato al letto di un paziente operato di ernia inguinale, diagnostica un'embolia polmonare e rapidamente esegue una toracotomia in maniera originale rispetto a quella descritta da Friedrich Trendelenburg. L'intervento riesce e quello di Valdoni è il primo successo italiano, il nono al mondo. Una delle sue frasi più ricorrenti 
(Pietro Valdoni)
 sintetizza la sua continua ricerca della perfezione, sempre però filtrata dalla convinzione che 
(Pietro Valdoni)

## Gli anni lontano dalla capitale
Nel 1939, a Modena, affronta con successo il primo intervento in Europa di legatura del dotto di Botallo. In questo periodo è anche uno dei pionieri mondiali nell'ambito delle lobectomie polmonari. Trasferitosi poi a Firenze nel 1941, abita con la famiglia in via Zara da dove in bicicletta si reca per la sua attività all'ospedale di Careggi e alle case di cura di Villa Vittoria e di Villa Basilewsky. Per ridurre il pericolo dei bombardamenti, che nel 1944 avevano seriamente danneggiato la Clinica chirurgica di Careggi, spesso Valdoni è costretto a operare di notte. Proprio durante la guerra, approfittando dei periodi di coprifuoco imposti dal comando tedesco, Valdoni scrive il Manuale di Patologia Chirurgica. A Firenze, attraverso Cesare Frugoni, entra in contatto con Luther H. Wolff, un chirurgo dell'armata statunitense. Questi assiste Valdoni in molti interventi, riguardanti tra gli altri il morbo di Pott e l'ulcera gastroduodenale. Nasce così un rapporto di stima e di amicizia tra Valdoni e chirurghi statunitensi, che visiteranno spesso la sua clinica di Roma e assisteranno ai suoi interventi.

## Il ritorno a Roma

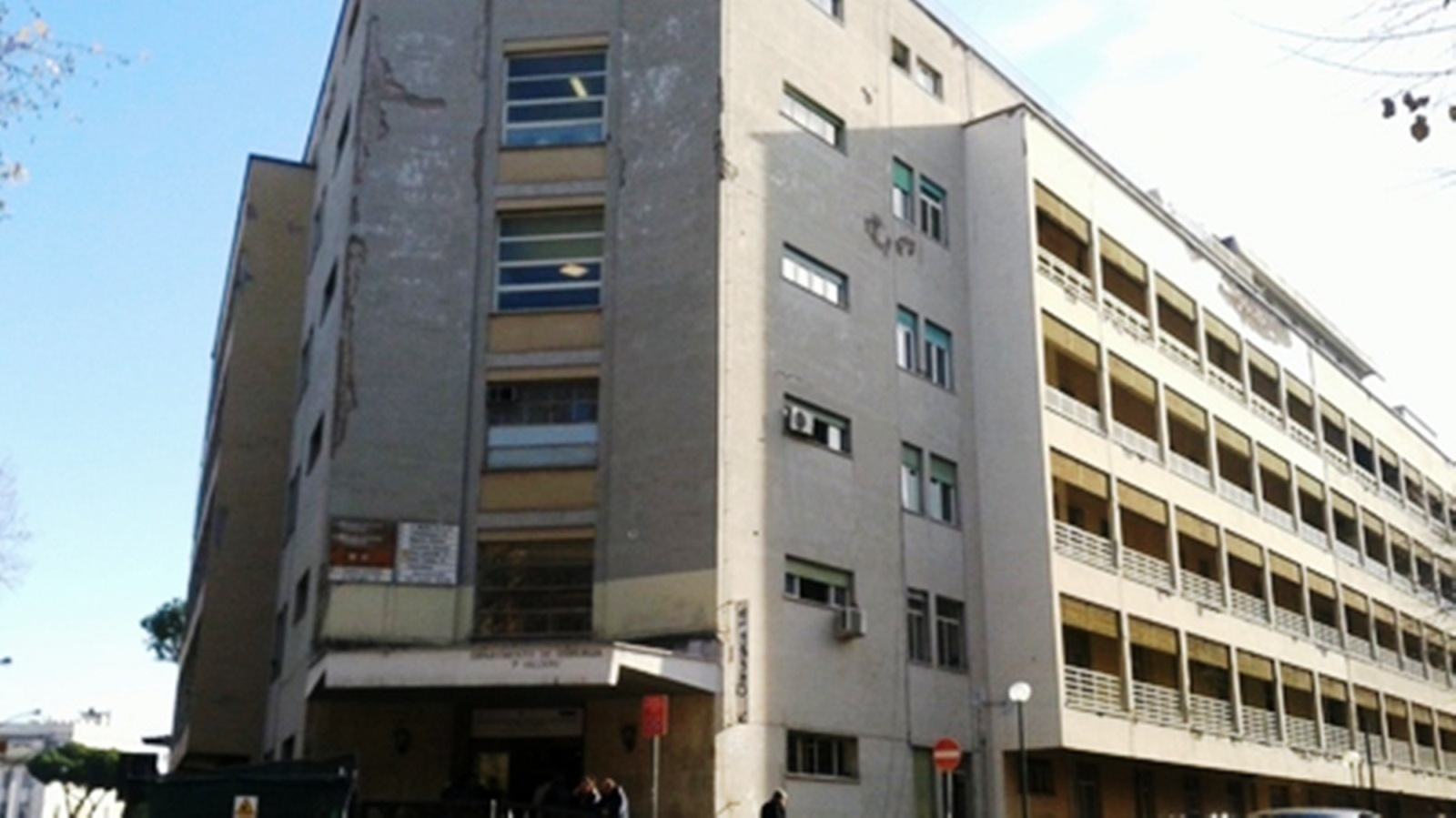
La Clinica Chirurgica "Pietro Valdoni" oggi, a Roma

Nel 1945 rientra a Roma come Professore di Patologia chirurgica presso l'Università la Sapienza. Nel 1945 opera i sopravvissuti alla Shoah, malati di tubercolosi e altre patologie al torace, nel Sanatorio ebraico di Merano. Valdoni non volle mai un compenso per questi interventi salvavita dichiarando di averlo considerato un privilegio e il meno che potesse fare per il popolo ebraico. La American Joint Committee si sdebitò regalando alla sua clinica romana il miglior tomografo che esistesse in Europa.
Nel 1948 presenta all'Accademia medica di Roma i primi casi operati per tetralogia di Fallot. Successivamente opera in ipotermia prima a cuore chiuso e poi a cuore aperto e, dal 1956, in circolazione extracorporea. Nel 1951 al Congresso di Chirurgia Toracica a Torino presenta la relazione sugli interventi radicali praticati per carcinoma dell'esofago e del cardias. Allo stesso periodo risalgono anche gli interventi per ipertensione portale e le procto-colectomie totali in un tempo, fra le prime al mondo dopo quelle presentate da Mark M. Ravitch.
Nel 1952 pratica il primo intervento europeo, secondo nel mondo, di trasposizione del midollo spinale per gibbo da morbo di Pott. Esegue anche numerosi interventi di chirurgia endocrina, neurochirurgia e di chirurgia addominale (gastro-enterica, epatica, pancreatica, renale), introducendo perfezionamenti tecnici.
Nel 1959 diventa direttore della Clinica chirurgica, rimasta più o meno nelle condizioni nelle quali l'aveva creata Francesco Durante. Valdoni, anche per il suo prestigio personale, ottiene dal Ministero dei lavori pubblici un finanziamento speciale per la costruzione della nuova clinica. La nuova clinica entra in funzione all'inizio degli anni 1960. È dotata di 400 letti, di dieci sale operatorie, di quattro sale per la chirurgia sperimentale, di una biblioteca aperta fino alle 20 e dei primi endoscopi. In questa nuova esperienza Valdoni comprende il ruolo che le moderne tecnologie diagnostiche stanno assumendo in quegli anni e realizza all'interno della sua clinica una moderna radiologia con tre sezioni diagnostiche, di cui una angiografica e un centro di medicina nucleare. Qui vengono eseguite le prime aortografie e splenoportografie del Policlinico Umberto I.
Valdoni cura la documentazione iconografica con la realizzazione di un laboratorio fotografico e cinematografico nel quale sono realizzati i primi film scientifici e un laboratorio di disegno chirurgico affidato all'architetto Vittorio Fornasari. Valdoni eccelle in ogni campo della chirurgia ed è promotore, insieme ad Achille Mario Dogliotti, di Torino, della cardiochirurgia in Italia. Pone su solide basi tecniche e fisiopatologiche la chirurgia epatobiliopancreatico, digestiva, oncologica, toracica e vascolare. Raccoglie la sua esperienza nell Atlante di Tecniche Operatorie, testo esemplare per chiarezza ed essenzialità, pubblicato con Felice Virno e Vittorio Fornasari, e edito negli Stati Uniti.

### Pazienti illustri

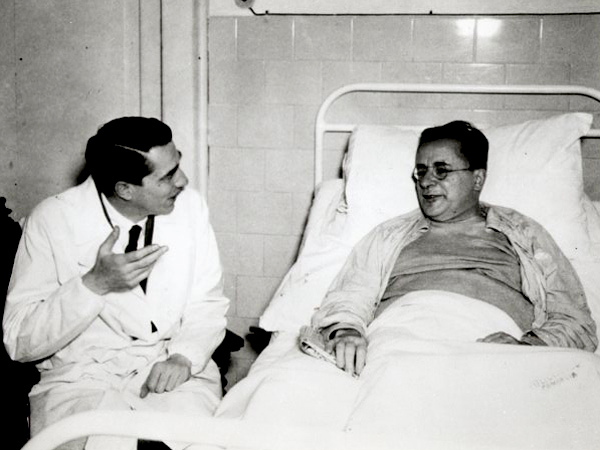
Valdoni vicino al letto di convalescenza di Palmiro Togliatti

Nel 1948 Palmiro Togliatti, segretario generale del Partito Comunista Italiano, a seguito di un attentato viene colpito da un proiettile al polmone. Data la gravità della situazione i medici vicini al politico decidono di affidarlo alle cure di Valdoni che esegue prontamente una toracotomia con estrazione del proiettile e sutura del polmone. L'attenzione della stampa italiana e internazionale è rivolta all'esito dell'intervento: Togliatti guarisce prontamente e la figura del chirurgo acquista una notevole notorietà anche al di fuori del mondo accademico e medico.
Secondo Indro Montanelli, una volta guarito Togliatti riceve la parcella e, trovandola salata, accompagna il pagamento con queste parole: "Eccole il saldo, ma è denaro rubato..." al che il chirurgo avrebbe replicato: "Grazie per l'assegno ma la provenienza non mi interessa".
In seguito Valdoni allaccia intensi rapporti con la Città del Vaticano diventando rispettivamente il medico prima di Giovanni XXIII (il quale, già malato gravemente di tumore allo stomaco, è visitato per volere dello stesso Valdoni anche da Dogliotti con i colleghi Ettore Ruggeri (1901-1978) e Paride Stefanini) e dopo, del suo successore Paolo VI.

## L'insegnamento e gli allievi
Nel discorso inaugurale del Congresso della Società Italiana di Chirurgia del 1965, a Palermo, Valdoni dice: «"Chirurghi si nasce, ma lo si deve diventare"». Pur non negando che in assenza di certe doti naturali non si possa essere buoni chirurghi, esclude che queste siano sufficienti per esercitare la professione in mancanza di una solida preparazione, acquisita in un qualificato ambiente chirurgico. Dal punto di vista organizzativo, la sua concezione dipartimentale ed interdipartimentale intendeva la chirurgia come lavoro di équipe, non di soli chirurghi. Realizza tale modello culturale e scientifico integrando, nella medesima struttura, l'attività di anestesisti e rianimatori, radiologi e laboratoristi, costantemente messi in relazione con internisti, cardiologi, neurologi ed altri specialisti tramite seminari periodici con scambi regolari di aggiornamenti scientifici e informazioni cliniche. Di singolare valore formativo, nell'ambito della sua scuola, è inoltre la prassi di attribuire, a singoli allievi, compiti specifici in determinati campi. La sua determinazione ed il suo orgoglio di riuscire a plasmare dei veri chirurghi attraverso la sua scuola possono essere desunte da un'altra frase: 
(Pietro Valdoni)
 Rivolgendosi proprio ai suoi studenti dice: 
(Pietro Valdoni)
. Famosa era la sua frase: 
(Pietro Valdoni)
 Tra i suoi allievi più illustri vi sono Giuseppe Zannini, Paolo Biocca e Gianfranco Fegiz, presidenti della Società Italiana di Chirurgia, rispettivamente nei bienni 1980-1982, 1982-1984 e 1988-1990, oltre a Gianni Bisiach, Aldo Leggeri, Benedetto Marino, Silvio Messinetti, Salvatore Rocca Rossetti, Francesco Tonelli, Felice Virno.

## Titoli e Onorificenze

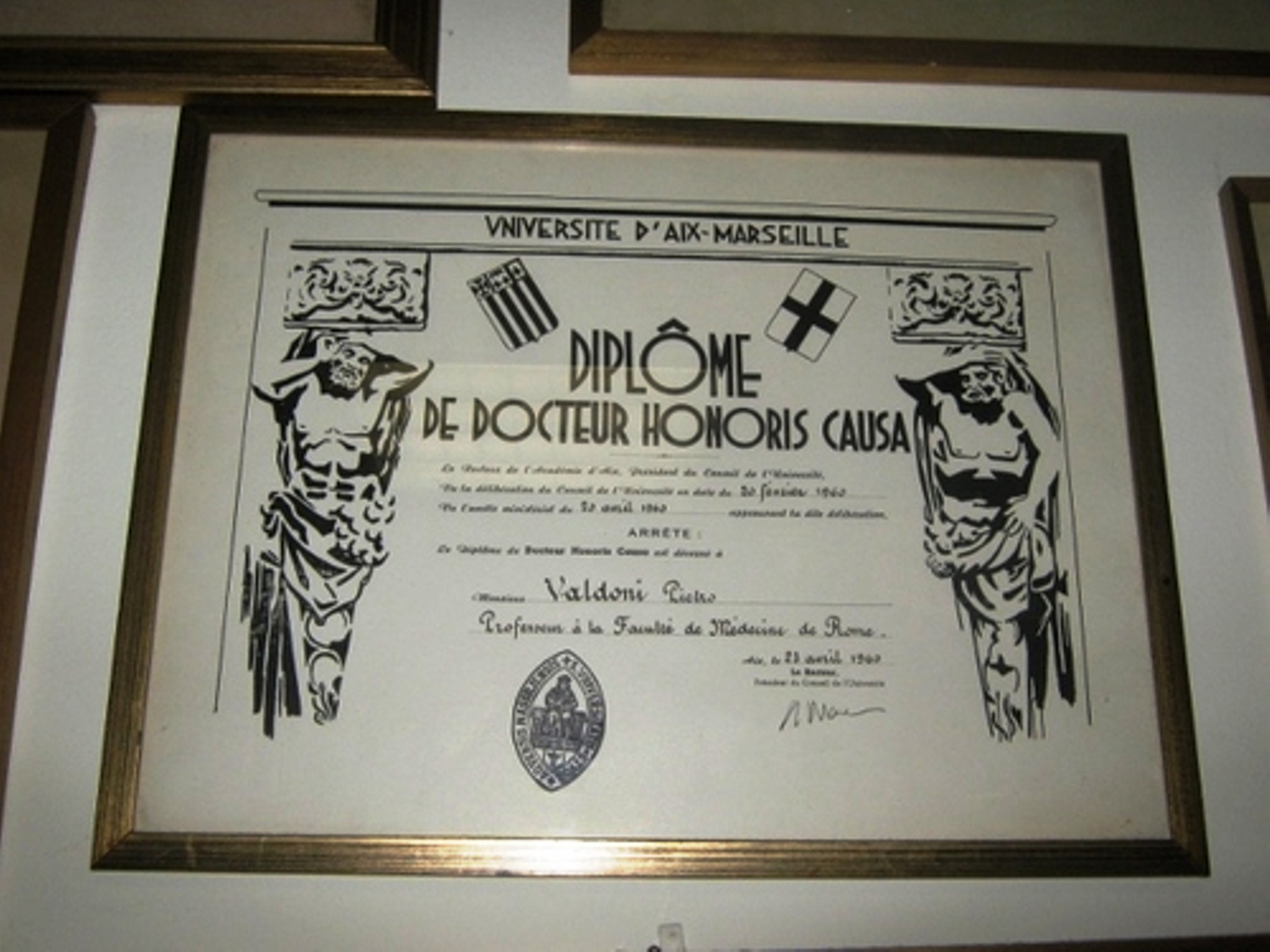
Laurea ad honorem ricevuta dall'Università di Aix-Marseille

Pietro Valdoni fu consigliere del comune di Roma e, nonostante i numerosi impegni, non mancò neanche a una seduta. Ha avuto importanti riconoscimenti sia in ambito nazionale che internazionale. Per due bienni presidente della Società Italiana di Chirurgia, ne fu poi nominato presidente onorario, carica creata appositamente. Fu anche presidente del Consiglio superiore di sanità.
Avendo intuito i nuovi orizzonti che si stavano delineando in Gran Bretagna e negli Stati Uniti, dopo l'esperienza maturata nel corso della seconda guerra mondiale, Valdoni compì numerosi viaggi fuori dall'Italia e inviò i suoi allievi ad apprendere le nuove tecniche in centri di avanguardia. Molti sono, quindi, i riconoscimenti giunti dall'estero: ha avuto la laurea ad honorem da diverse facoltà mediche estere, tra cui l'Università di Aix-Marseille in Provenza, ed è stato nominato membro onorario di prestigiose società chirurgiche, tra cui l'International College of Surgeons (ICS) e la Sociètè Internationale de Chirurgie.
Nel 1967 gli è stato conferita l'onorificenza del San Giusto d'Oro, premio assegnato ai triestini che hanno reso onore alla loro città.

## Monumenti

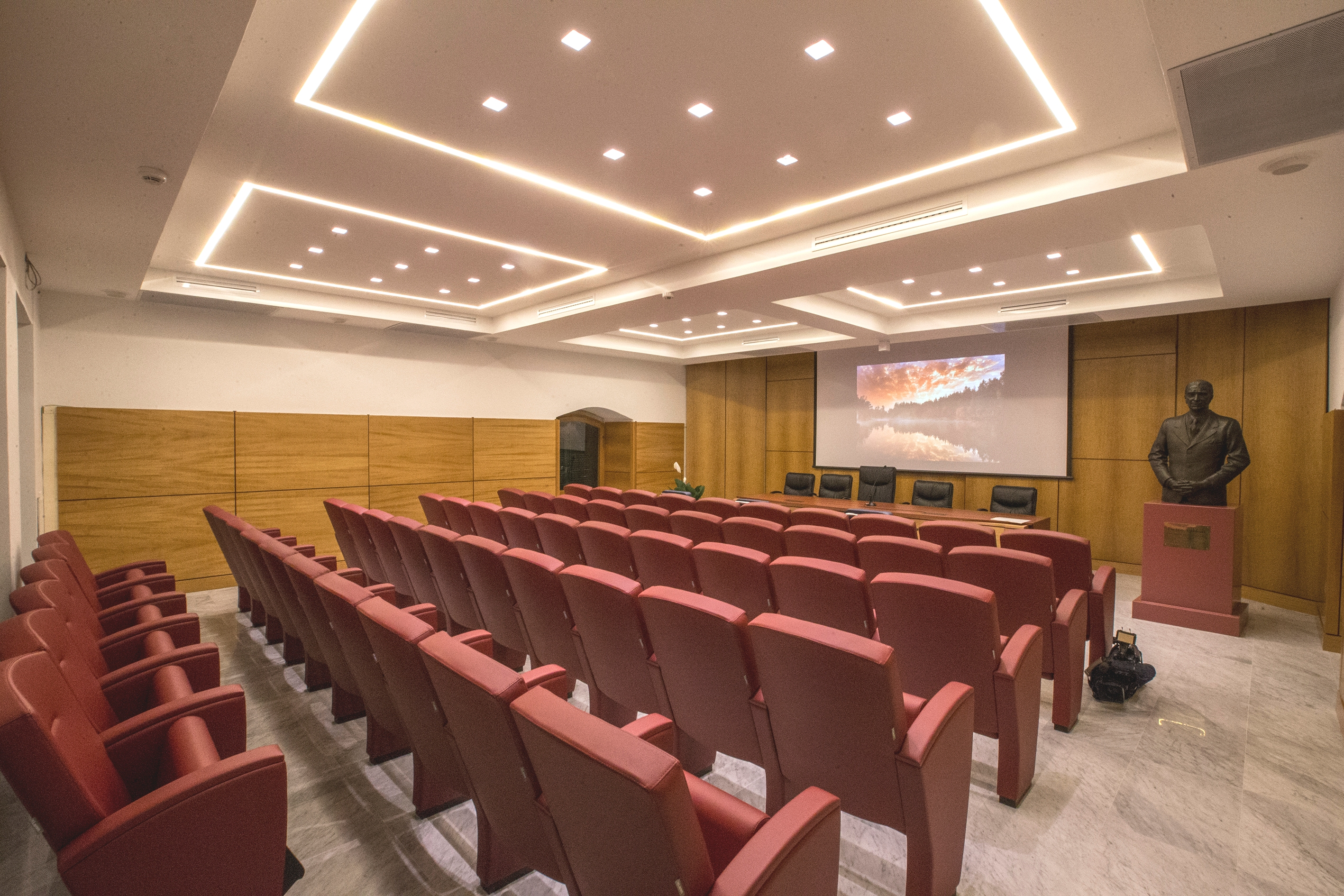
La Sala Convegni "Pietro Valdoni", presso il Dipartimento "Cuore e Grossi Vasi" del Policlinico Umberto I di Roma

A Valdoni sono dedicati un Dipartimento Chirurgico del Policlinico Umberto I di Roma, un'aula al secondo piano della quarta Clinica Chirurgica e la prestigiosa Sala Convegni "Pietro Valdoni", situata al primo piano dell'originale Clinica Chirurgica, pregevolmente ristrutturata nel 2015 ad opera del Prof. Carlo Gaudio, direttore del Dipartimento Cuore e Grossi Vasi. In quest'ultima è possibile ammirare il busto bronzeo del grande medico triestino.

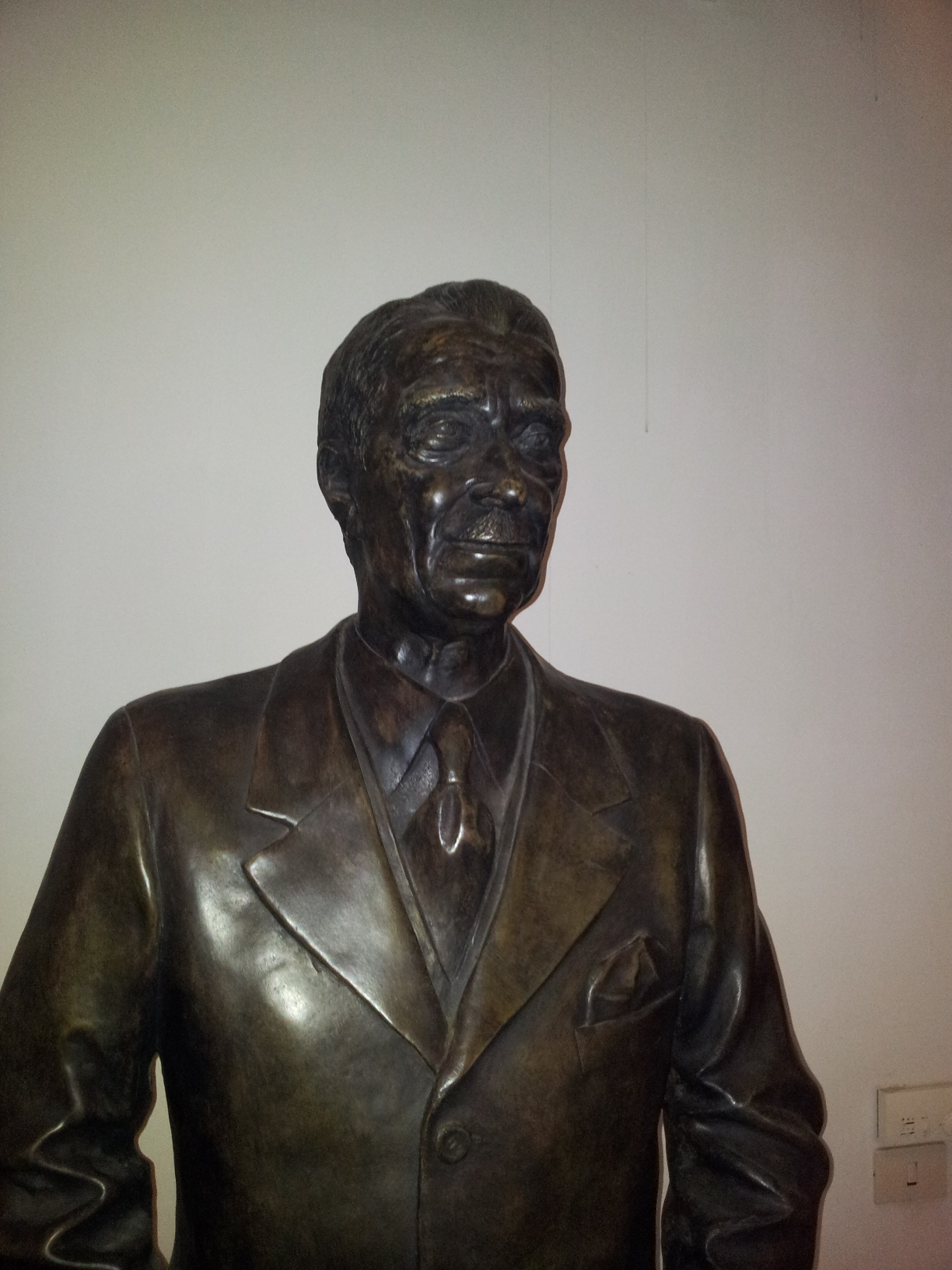
Busto di Pietro Valdoni, Policlinico Umberto I, Roma

A Trieste, in Via Commerciale 25, sorge Casa Valdoni, detta “Casa del Fauno” per la statua sulla facciata. Venne edificata nel 1908, in stile liberty, per volere della famiglia del chirurgo, ed è opera di Giorgio Zaninovich, allievo di Otto Wagner.

## Opere e pubblicazioni principali
- "Contributo sperimentale e clinico alla ricostruzione plastica rotulea con il processo Dalla Vedova", Giornale di Chirurgia Il Policlinico, Roma, 1926.
- "Ricerche anatomo-sperimentali sul meccanismo di azione della decapsulazione renale", Tip. L. Pozzi, Roma, 1926-27.
- "Un nuovo mezzo di diagnosi nelle affezioni degli organi genitali maschili: il "pneumocele"", Tip. L. Pozzi, Roma, 1927.
- "Sul Meccanismo d'azione della decapsulazione renale", Giornale di Chirurgia Il Policlinico, Roma, 1928.
- La narcosi eterea per via rettale: ricerche sperimentali, Casa Editrice Dr. Francesco Vallardi, Milano, 1929.
- "Trapianto in sede ossea del sarcoma spontaneo del ratto", Tip. Borrelli, Napoli, 1929.
- "Osservazioni fisio-patologiche nella ipertrofia semplice della prostata", Tip. L. Pozzi, Roma, 1931.
- "Kompression des Ductus choledochus durch Lymphadenitis der Choledochus-Lymphdrusen", Verlag Julius Springer, Berlin, 1932.
- Ricerche e mezzi diagnostici nei tumori dell'apparato urinario, Società Editrice Libraria, Milano, 1933.
- "Chirurgia della parete addominale, del peritoneo, della milza, del tenue e colon, dell'appendice, del retto e dell'ano", Tip. L. Pozzi, Roma, 1933.
- "L'impiego dell'ipopressione e delle inalazioni di anidride carbonica nell'emostasi indiretta di chirurgia cranio-cerebrale: contributo clinico e sperimentale", Casa Editrice Dr. Francesco Vallardi, Roma, 1933.
- "Tromboembolie dell'arteria polmonare e delle arterie degli arti", Relazione al XLII Congresso della Società Italiana di Chirurgia, Bologna, Ottobre 1935, Società tipografica A. Manuzio, Roma, 1935.
- Chirurgia, Casa Editrice Dr. Francesco Vallardi Editore, Milano, 1938.
- Archivio ed Atti della Società Italiana di Chirurgia, XLV adunanza tenuta in Roma nei giorni 19-22 Ottobre 1938, Cappelli Editore, Bologna, 1939.
- "Tentativi e primi risultati di una cura chirurgica dell'ipertensione arteriosa", Giornale di Chirurgia Il Policlinico, Roma, 1940.
- Argomenti di patologia chirurgica per gli studenti del 3º e 4º anno di medicina, Società Editrice Libraria, Milano, 1946.
- Il cancro del polmone, Il Pensiero Scientifico Editore, Roma, 1947.
- Le disfagie da malattie dell'esofago di interesse chirurgico, Il Pensiero Scientifico Editore, Roma, 1950.
- Manuale di patologia chirurgica per gli studenti del 3º e 4º anno di medicina, Società Editrice Libraria, Milano, 1951 (con successive edizioni).
- "Ipertensione portale", Relazione al LXIII Congresso della Società Italiana di Chirurgia, Torino, 24-27 Ottobre 1961, E.M.E.S., Roma, 1961.
- Cancro della mammella, Rizzoli, Milano, 1966.
- Manuale di chirurgia, 2 voll., Casa Editrice Dr. Francesco Vallardi, Milano, 1968 (con successive edizioni e ristampe).
- Chirurgia addominale: tecniche operatorie, Casa Editrice Dr. Francesco Vallardi, Milano, 1974 (tradotto in inglese).